# Iglesia Nuestra Señora del Rosario (Monteros)
La Iglesia Nuestra Señora del Rosario es una parroquia católica de Monteros, Tucumán, Argentina. Se ubica sobre la calle Rivadavia, frente a la Plaza Bernabé Aráoz. Es la iglesia principal de la ciudad, y está dedicada a Nuestra Señora del Rosario, la patrona de la ciudad. Es una de las seis parroquias coloniales que existen actualmente en Argentina.

## Historia
El templo católico fue creado el 15 de agosto de 1780 por el obispo de Tucumán José Antonio de San Alberto. Antes de la parroquia, existía una primitiva capilla en honor a la Virgen del Rosario en la estancia de Juan de Espinosa creada en 1573. En esta capilla se dio el Milagro del Sudor, donde la Virgen del Rosario lloró en sus vestiduras. En 1838 se construyó un segundo templo de estilo colonial en su actual ubicación.
En 1940, el viejo templo fue demolido debido al deterioro en su estructura a causa de constantes sismos. En su lugar, se construyó un nuevo edificio obra del arquitecto Rafael Orlandi y la Dirección Nacional de Arquitectura, que tuvo una construcción lenta a causa de faltas de fondos para terminarla. Recién la iglesia fue inaugurada el 17 de noviembre de 1962 por el monseñor Joaquín Gómez Montenegro. En 2019 se creó el Paseo del Milagro continuo a la iglesia y que recuerda el Milagro de la Virgen del Rosario, y en 2021 la fachada fue restaurada.
El templo es de estilo neocolonial con eclecticismo románico-bizantino, presente en el uso de arcadas dobles en el campanario o en el friso continuo que acompañan las cornisas, el portal y el gran rosetón. La iglesia presenta tres naves rematadas con una cúpula circular a media naranja, con una nave central. Las naves laterales son corredores hacia el crucero, mientras la nave central y el crucero están unidos por una cruz diseñada con mosaicos de color negro y rojo.